# Beto Bianchi
Roberto Luiz Bianchi Pelliser, mais conhecido como Beto Bianchi é um treinador de futebol e ex-futebolista brasileiro. Atualmente comanda o time Interclube, de Angola.